# Kamerton

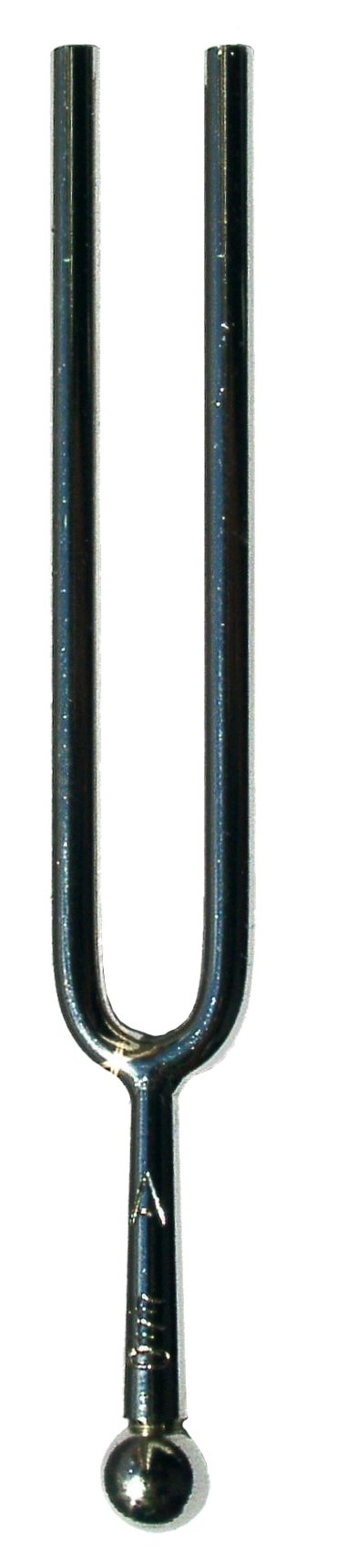
Kamerton widełkowy

Kamerton (diapazon) – przyrząd, stalowy pręt  służący do strojenia instrumentów muzycznych. 
Najczęściej w postaci jednotonowego instrumentu, nastrojonego na stałe na dźwięk a¹ o częstotliwości 440 Hz (od 1953 r.). Dźwięk ten został nazwany kamertonem, jako że służył za podstawę w muzyce kameralnej, kiedyś rozumianej wyłącznie jako instrumentalna (strój chóru był niższy). Nazwa diapazon wzięła się stąd, że do tonu podstawowego dostosowywane są pozostałe wysokości dźwięków w obrębie oktawy (w średniowieczu nazywanej diapazonem).
Rodzaje kamertonów:
- widełkowy – widełki z niehartowanej stali, w które uderza się, aby uzyskać dźwięk (najdokładniejszy),
- stroikowy (gwizdkowy) – metalowa rurka z umieszczonym wewnątrz języczkiem z metalu (na wzór harmonijki ustnej),
- chromatyczny – połączone kamertony stroikowe w obrębie c1-c2.

Kamerton widełkowy wynalazł w 1711 roku John Shore (1662–1752), lutnista angielskiego dworu.
Widełki kamertonu często wprawia się w drgania uderzając w nie specjalnie do tego przeznaczonym młoteczkiem.

## Zastosowanie
Strojenie instrumentu przy pomocy kamertonu polega na równoczesnej emisji dźwięku przez kamerton i instrument. Duże różnice w wysokości obu dźwięków są łatwo słyszalne. Subtelne różnice mogą być wykryte dzięki dudnieniom. Im mniejsza różnica wysokości obu dźwięków, tym większy okres dudnienia.
Poza podstawowym, muzycznym zastosowaniem, kamerton (głównie widełkowy) używany był jako źródło dźwięku prostego (tonu) w nauce i technice. W tej funkcji stosowany jest obecnie głównie w laboratoriach dydaktycznych.